# Ledena kiša
Ledena kiša, prehladna kiša ili smrzavajuća kiša je kiša kojoj su kapljice na temperaturi nižoj od 0 °C. Može nastati kada je u najnižem sloju atmosfere vrlo hladno (manje od 0 °C), a iznad struji topli zrak (temperaturna inverzija). Kada snijeg, padajući, naiđe na sloj toploga zraka, obično na visini između 800 i 2 000 metara, pahuljice se rastope i postanu kiša koja se u sloju hladnoga zraka neposredno iznad površine tla ohladi na temperaturu nižu od 0 °C, ali se ne smrzne. U dodiru s predmetima na tlu ledena se kiša trenutačno smrzava i nastaje poledica. Pod težinom leda mogu stradati šume, dalekovodi, obilna ledena kiša može zalediti ceste i okovati ledom velika područja.

## Hidrometeori
Hidrometeori su proizvodi vodene pare koji u krutom ili tekućem stanju padaju na Zemlju (kiša, rosulja, snijeg, tuča, sugradica), ili lebde u atmosferi (magla, sumaglica), ili lebde vjetrom uzdignuti sa Zemljine površine (mećava, vijavica, dim mora), ili se talože na tlu (rosa, mraz, inje, poledica, snježni pokrivač).

### Poledica
Poledica je glatka, zbijena i prozirna naslaga leda, nastala smrzavanjem pothlađenih kapljica kiše ili rosulje na tlu kada je temperatura blizu 0 °C, ili smrzavanjem kapljica na vrlo hladnim fizikalnim tijelima.